# Passage de Drake
Pour les articles homonymes, voir Passage et Drake.
Le passage de Drake ou détroit de Drake, également appelé mer de Hoces, est un large bras de mer qui sépare l'extrémité sud de l'Amérique du Sud et l'Antarctique, entre le cap Horn en Terre de Feu et les îles Shetland du Sud en Antarctique. Orienté ouest-sud-ouest/est-nord-est, il relie le sud-est de l'océan Pacifique et le sud-ouest de l'océan Atlantique (mer de Scotia). C'est une des zones maritimes qui connaît les pires conditions météorologiques. Le passage a été baptisé en l'honneur de l'explorateur et corsaire britannique du XVIe siècle Francis Drake.
Le passage, dont la largeur est d'environ 809 km (du cap Horn à l'île Livingston), constitue la plus courte distance entre l'Antarctique et les autres terres du monde. La distance la plus courte est celle qui joint le cap Horn et l'île Snow (135 km au nord-nord-est de la partie continentale de l'Antarctique). L'Organisation hydrographique internationale a officialisé la frontière interocéanique en la définissant comme le méridien passant par le cap Horn (67° 17′ O).
Le passage de Drake ne comporte qu'une seule terre, les petites îles Diego Ramirez, situées à 105 km à l'ouest-sud-ouest du cap Horn. Il n'y a pas de terres aux latitudes du passage de Drake dans les autres parties du monde, ce qui permet au courant qui fait le tour de l'Antarctique, le courant circumpolaire antarctique, de circuler librement (son débit est environ 600 fois celui de l'Amazone). Le courant circumpolaire antarctique transporte en moyenne 130 Sv lorsqu'il traverse le passage de Drake.

## Histoire
Le navigateur espagnol Francisco de Hoces découvre le passage de Drake en 1525, alors qu'il navigue vers le sud depuis l'entrée du détroit de Magellan. Le passage est depuis appelé mar de Hoces (« mer de Hoces ») dans les cartes et sources espagnoles.
L'Eendracht du capitaine hollandais Willem Schouten est le premier bateau connu pour avoir contourné le cap Horn et traversé le passage de Drake, en 1616.
Le 25 décembre 2019, un équipage de six explorateurs est le premier a réussir la traversée du passage à la rame,.

## Paléogéographie et bathymétrie
Le passage de Drake s'est ouvert il y a quelques dizaines de millions d'années (49–17 Ma selon les études,), lorsque l'expansion des fonds océaniques a séparé l'Antarctique de l'Amérique du Sud. La liaison terrestre des deux continents n'a jamais été rétablie depuis, même pendant la dernière période glaciaire.
Cette ouverture a eu pour effet majeur le développement du courant circumpolaire antarctique, l'une des principales causes des changements dans la circulation océanique mondiale et le climat, dont l'expansion rapide des calottes glaciaires en Antarctique. Au plan biologique, elle a eu pour effet d'isoler la faune et la flore de l'Antarctique, et a contrario de mettre en concurrence les espèces vivant près des côtes pacifiques et atlantiques de l'Amérique du Sud (et de la péninsule Antarctique).

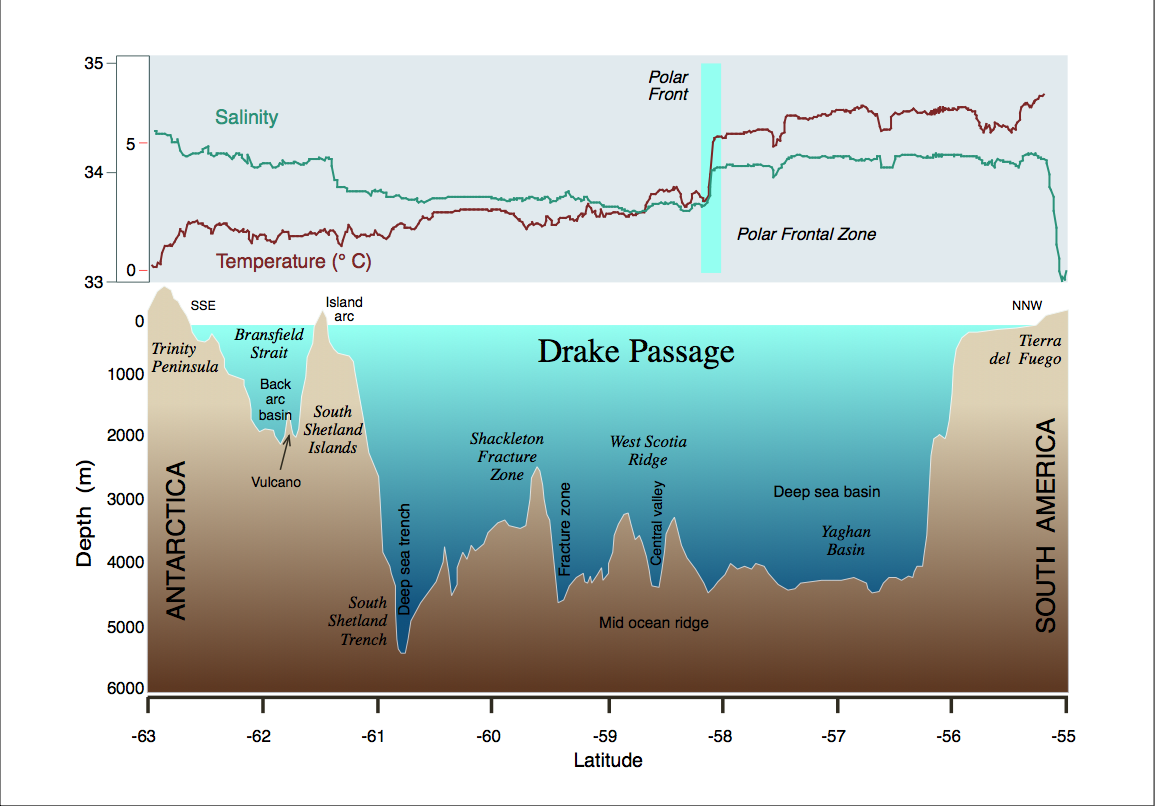
Profil bathymétrique du passage de Drake, et salinité et la température des eaux de surface.

Le profil bathymétrique du passage de Drake (ci-contre) indique des fonds de 4–5 km de profondeur, interrompus par deux dorsales. Ces profondeurs s'expliquent par l'expansion des fonds océaniques, à l'origine de l'ouverture puis de l'élargissement du passage.

## Faune
La faune du passage de Drake est notamment constituée de baleines, de dauphins et de nombreux oiseaux de mer (pétrel géant, albatros, manchots…).

## Galerie

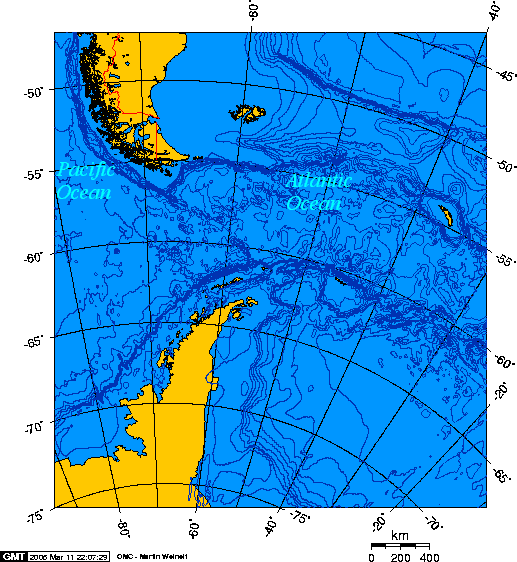
Le passage de Drake entre l'Amérique du Sud et l'Antarctique.
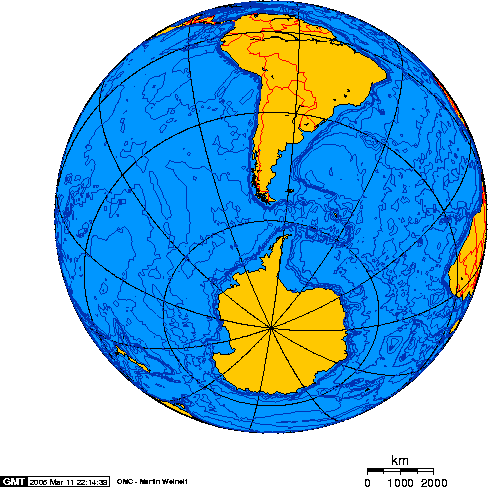
Le passage de Drake entre l'Amérique du Sud et l'Antarctique.